# Governo da Índia
O Governo da Índia (ISO: Bhārata Sarakāra), frequentemente abreviado como GI, é o governo da união criado pela constituição da Índia como autoridade legislativa, executiva e judicial da união de vinte e oito estados e nove territórios da união de uma república constitucionalmente democrática. Está localizado em Nova Deli, capital da Índia.

## Estrutura básica
Modelado após o sistema de Westminster para governar o estado, o governo sindical é composto principalmente pelo executivo, pelo legislativo e pelo judiciário, no qual todos os poderes são investidos pela constituição no primeiro-ministro, parlamento e na suprema corte. O Presidente da Índia é o chefe de Estado e o comandante-chefe das Forças Armadas da Índia, enquanto o primeiro-ministro eleito atua como chefe do executivo e é responsável pela administração do governo sindical. O parlamento é de natureza bicameral, com o Lok Sabha sendo a câmara baixa e o Rajya Sabha a câmara alta. O judiciário contém sistematicamente um tribunal supremo, 24 tribunais superiores e vários tribunais distritais, todos inferiores ao tribunal supremo.
As leis civis e criminais básicas que regem os cidadãos da Índia estão estabelecidas nas principais legislações parlamentares, como o código de processo civil, o código penal e o código de processo criminal. Semelhante ao governo sindical, os governos estaduais individuais consistem em executivos, legislativos e judiciários. O sistema jurídico aplicável aos governos da união e de cada estado é baseado na Lei Comum e Estatutária da Inglaterra. O nome completo do país é a República da Índia. Índia e Bharat são nomes abreviados igualmente oficiais para a República da Índia na Constituição, e ambos os nomes aparecem nas notas legais, nos tratados e nos casos legais. Os termos "governo sindical", "governo central" e "Bhārat Sarkār" são frequentemente usados oficialmente e não oficialmente para se referir ao governo da Índia.[carece de fontes?] O termo Nova Délhi é comumente usado como metônimo para o governo central,[carece de fontes?] como a sede do governo está em Nova Deli.

## Legislatura
Os poderes da legislatura na Índia são exercidos pelo Parlamento, uma legislatura bicameral composta pelo Rajya Sabha e pelo Lok Sabha. Das duas casas do parlamento, o Rajya Sabha é considerado a câmara alta ou o Conselho de Estados e consiste em membros nomeados pelo presidente e eleitos pelas legislaturas estaduais e territoriais. O Lok Sabha é considerado a câmara baixa ou a casa do povo.
O parlamento não possui controle e soberania completos, pois suas leis estão sujeitas a revisão judicial pelo Supremo Tribunal Federal. No entanto, exerce algum controle sobre o executivo. Os membros do gabinete, incluindo o primeiro-ministro, são escolhidos no parlamento ou eleitos no prazo de seis meses após a posse do cargo. O gabinete como um todo é responsável perante o Lok Sabha. O Lok Sabha é uma casa temporária e só pode ser dissolvida quando a parte no poder perde o apoio da maioria da casa. O Rajya Sabha é uma casa permanente e nunca pode ser dissolvida. Os membros do Rajya Sabha são eleitos para um mandato de seis anos.

## Executivo
O executivo do governo é o único que tem autoridade e responsabilidade pela administração diária da burocracia estatal. A divisão do poder em diferentes ramos do governo é central na ideia republicana de separação de poderes.

### Presidente
O poder executivo é exercido principalmente pelo Presidente da Índia, conforme o Artigo 53 (1) da Constituição. O presidente tem todos os poderes constitucionais e os exerce diretamente ou através de oficiais subordinados, conforme o artigo 53 (1) acima mencionado. O presidente deve agir de acordo com a ajuda e o conselho oferecido pelo primeiro-ministro, que lidera o conselho de ministros conforme descrito no artigo 74 da Constituição da Índia.
O conselho de ministros permanece no poder segundo a 'vontade' do presidente. No entanto, na prática, o conselho de ministros deve manter o apoio do Lok Sabha. Se um presidente demitir o conselho de ministros por sua própria iniciativa, isso poderá desencadear uma crise constitucional. Assim, na prática, o conselho de ministros não pode ser demitido enquanto tiver o apoio de uma maioria no Lok Sabha.
O presidente é responsável por nomear muitos altos funcionários na Índia. Esses altos funcionários incluem os governadores dos 29 estados; o chefe de justiça; outros juízes da suprema corte e tribunais superiores sob orientação de outros juízes; o procurador-geral; o controlador e auditor geral; o comissário chefe da eleição e outros comissários eleitorais; o presidente e membros da Comissão de Serviço Público da União; os funcionários do All India Services (IAS, IFoS e IPS) e serviços civis centrais do grupo 'A'; e os embaixadores e altos comissários em outros países sobre as recomendações do gabinete.
O presidente, como chefe de estado, também recebe credenciais de embaixadores de outros países, enquanto o primeiro-ministro, como chefe de governo, recebe credenciais de altos comissários de outros membros da Commonwealth, de acordo com a tradição histórica.
O presidente é o comandante-em-chefe de jure das Forças Armadas indianas.
O Presidente da Índia pode conceder perdão ou reduzir a sentença de uma pessoa condenada por uma vez, especialmente em casos que envolvam punição de morte. As decisões que envolvem perdão e outros direitos do presidente são independentes da opinião do primeiro-ministro ou da maioria do Lok Sabha. Na maioria dos outros casos, no entanto, o presidente exerce seus poderes executivos sob o conselho do primeiro-ministro.

### Vice presidente
O vice-presidente é a segunda posição constitucional mais alta da Índia, depois do presidente. O vice-presidente representa o país na ausência do presidente e assume o cargo de presidente interino no incidente de impeachment de demissão ou remoção do presidente. O vice-presidente também tem a função legislativa de atuar como presidente do Rajya Sabha. O vice-presidente é eleito indiretamente por membros de um colégio eleitoral composto por membros de ambas as casas do parlamento, de acordo com o sistema de representação proporcional por meio de um voto único transferível e a votação é por escrutínio secreto conduzido pela comissão eleitoral.

### Primeiro ministro

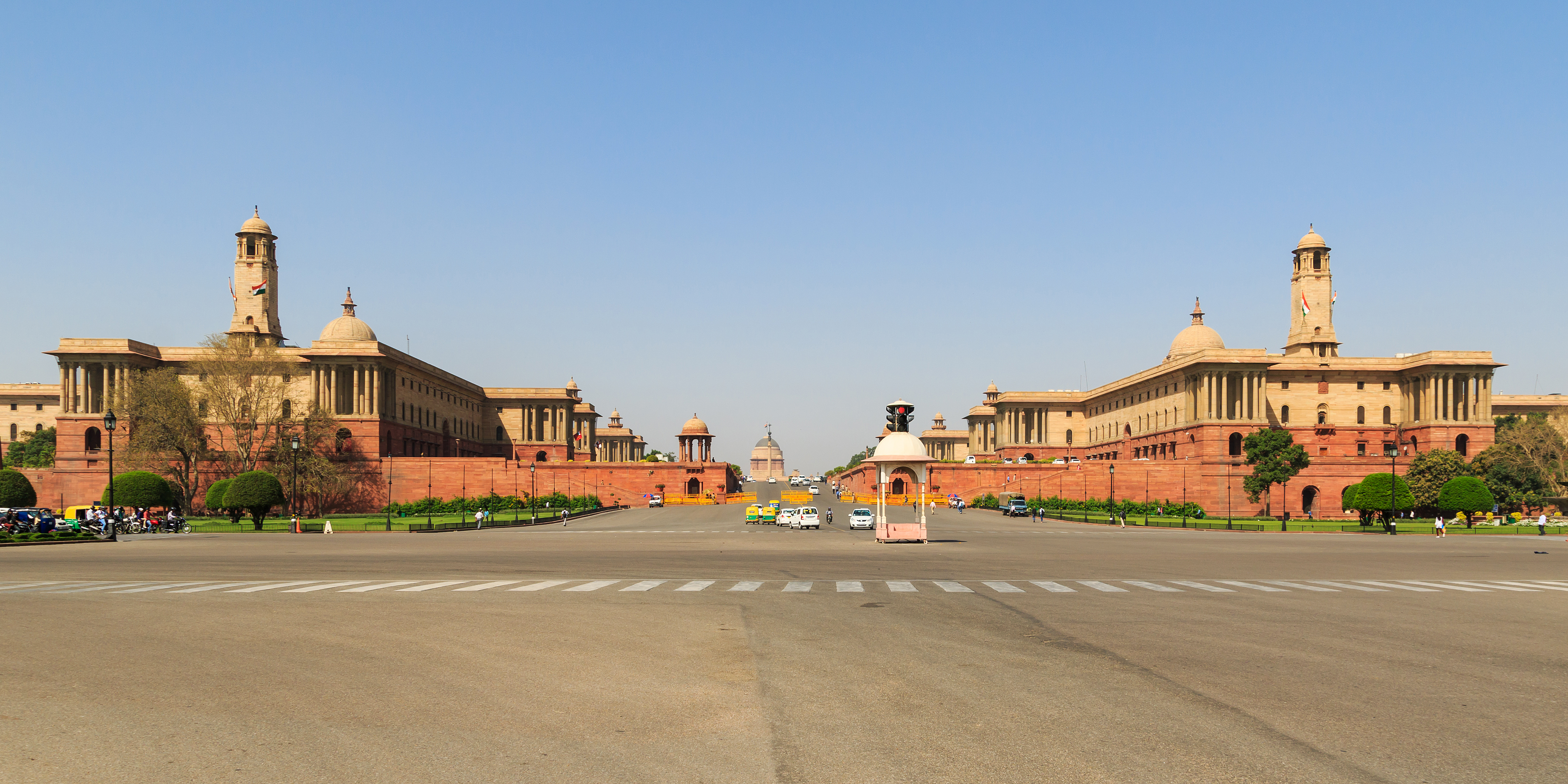
O complexo de Rashtrapati Bhawan, com o Bloco Norte e Sul abrigando o Gabinete do Primeiro Ministro, a Secretaria do Gabinete, o Ministério da Defesa e outros.

O Primeiro Ministro da Índia, conforme abordado na Constituição da Índia, é o chefe do governo, conselheiro principal do presidente, chefe do conselho de ministros e líder do partido majoritário no parlamento. O primeiro ministro lidera o executivo do governo da Índia.
O primeiro ministro é o membro sênior do gabinete do executivo do governo em um sistema parlamentar. O primeiro ministro seleciona e pode demitir outros membros do gabinete; aloca cargos para membros dentro do governo; é o membro presidente e presidente do gabinete e é responsável por apresentar uma proposta de legislação. A renúncia ou morte do primeiro ministro dissolve o gabinete.
A participação interestadual no conjunto de impostos da união é decidida pelas recomendações da Comissão de Finanças ao presidente.

A estrutura organizacional de um departamento do governo da Índia

O Gabinete da Índia inclui o primeiro ministro e ministros do gabinete. Cada ministro deve ser membro de uma das casas do parlamento. O gabinete é chefiado pelo primeiro-ministro e é aconselhado pelo Secretário do Gabinete, que também atua como chefe do Serviço Administrativo Indiano e de outros serviços civis. Outros ministros são ministros de gabinete sindical, chefes de vários ministérios; ou ministros de estado, que são membros juniores que se reportam diretamente a um dos ministros do gabinete, geralmente supervisionando um aspecto específico do governo; ou ministros de estado (acusações independentes), que não se reportam a um ministro do gabinete. De acordo com o artigo 88 da constituição, todo ministro terá o direito de falar e participar dos procedimentos de qualquer uma das casas, qualquer reunião conjunta das casas e qualquer comissão do parlamento da qual ele possa ser nomeado membro., mas não terá direito a voto na casa em que ele não é um membro.

#### Secretárias
Uma secretária do Governo da Índia, um funcionário público, geralmente um oficial do Serviço Administrativo Indiano (IAS), é o chefe administrativo do ministério ou departamento e é o principal consultor para o ministro em todos os assuntos de política e administração dentro do ministério/departamento. Os secretários do governo da Índia ocupam o 23º lugar na ordem de precedência indiana. Os secretários de nível superior são assistidos por um ou mais secretários adicionais, que são assistidos por secretários conjuntos. No meio, eles são assistidos por diretores/vice-secretários e sob secretários. No nível inferior, há oficiais de seção, assistentes de seção, funcionários da divisão superior, funcionários da divisão inferior e outros funcionários de secretariado.
| Ministérios e Departamentos do Governo da Índia                        | Ministérios e Departamentos do Governo da Índia      |
| Ministério                                                             | Departamento(s)                                      |
| ---------------------------------------------------------------------- | ---------------------------------------------------- |
| Secretaria do Presidente                                               |                                                      |
| Secretaria do Vice-Presidente                                          |                                                      |
| Gabinete do Primeiro Ministro                                          | Energia Atômica                                      |
| Gabinete do Primeiro Ministro                                          | Espaço                                               |
| Secretaria do Gabinete                                                 |                                                      |
| Agricultura e Bem-Estar dos Agricultores                               | Agricultura, Cooperação e Bem-Estar dos Agricultores |
| Agricultura e Bem-Estar dos Agricultores                               | Pesquisa e Educação Agrícola                         |
| Agricultura e Bem-Estar dos Agricultores                               | Pecuária, Laticínios e Pescas                        |
| AYUSH                                                                  |                                                      |
| Produtos Químicos e Fertilizantes                                      | Químicos e Petroquímicos                             |
| Produtos Químicos e Fertilizantes                                      | Fertilizantes                                        |
| Produtos Químicos e Fertilizantes                                      | Farmacêutica                                         |
| Aviação Civil                                                          |                                                      |
| Carvão                                                                 |                                                      |
| Comércio e Indústria                                                   | Comércio                                             |
| Comércio e Indústria                                                   | Política e Promoção Industrial                       |
| Comunicações                                                           | Correios                                             |
| Comunicações                                                           | Telecomunicações                                     |
| Assuntos do Consumidor, Alimentação e Distribuição Pública             | Assuntos do Consumidor                               |
| Assuntos do Consumidor, Alimentação e Distribuição Pública             | Distribuição Alimentar e Pública                     |
| Assuntos Corporativos                                                  |                                                      |
| Cultura                                                                |                                                      |
| Defesa                                                                 | Defesa                                               |
| Defesa                                                                 | Produção de Defesa                                   |
| Defesa                                                                 | Pesquisa e Desenvolvimento em Defesa                 |
| Defesa                                                                 | Bem Estar dos Ex-militares                           |
| Desenvolvimento da Região Nordeste                                     |                                                      |
| Água Potável e Saneamento                                              |                                                      |
| Ciências da Terra                                                      |                                                      |
| Eletrônica e Tecnologia da Informação                                  |                                                      |
| Meio Ambiente, Florestas e Mudanças Climáticas                         |                                                      |
| Relações Exteriores                                                    |                                                      |
| Finanças                                                               | Assuntos Econômicos                                  |
| Finanças                                                               | Despesa                                              |
| Finanças                                                               | Serviços Financeiros                                 |
| Finanças                                                               | Investimento e Gestão de Ativos Públicos             |
| Finanças                                                               | Receita                                              |
| Indústrias de Processamento de Alimentos                               |                                                      |
| Saúde e Bem-Estar Familiar                                             | Saúde e Bem-Estar Familiar                           |
| Saúde e Bem-Estar Familiar                                             | Pesquisa em Saúde                                    |
| Indústrias Pesadas e Empresas Públicas                                 | Industria pesada                                     |
| Indústrias Pesadas e Empresas Públicas                                 | Empresas Públicas                                    |
| Relações Internas                                                      | Gerenciamento de Fronteiras                          |
| Relações Internas                                                      | Segurança Interna                                    |
| Relações Internas                                                      | Jammu Kashmir                                        |
| Relações Internas                                                      | Casa                                                 |
| Relações Internas                                                      | Língua Oficial                                       |
| Relações Internas                                                      | Estados                                              |
| Habitação e Assuntos Urbanos                                           |                                                      |
| Desenvolvimento de Recursos Humanos                                    | Ensino Superior                                      |
| Desenvolvimento de Recursos Humanos                                    | Educação Escolar e Alfabetização                     |
| Informação e Radiodifusão                                              |                                                      |
| Trabalho e Emprego                                                     |                                                      |
| Direito e Justiça                                                      | Justiça                                              |
| Direito e Justiça                                                      | Assuntos Legais                                      |
| Direito e Justiça                                                      | Legislativo                                          |
| Micro, Pequenas e Médias Empresas                                      |                                                      |
| Minas                                                                  |                                                      |
| Assuntos Minoritários                                                  |                                                      |
| Energia Nova e Renovável                                               |                                                      |
| NITI Aayog                                                             |                                                      |
| Panchayati Raj                                                         |                                                      |
| Assuntos Parlamentares                                                 |                                                      |
| Pessoal, Queixas e Pensões Públicas                                    | Pessoal e Treinamento                                |
| Pessoal, Queixas e Pensões Públicas                                    | Reformas Administrativas e Queixas Públicas          |
| Pessoal, Queixas e Pensões Públicas                                    | Pensão e Bem-estar dos Pensionistas                  |
| Petróleo e Gás Natural                                                 |                                                      |
| Poder                                                                  |                                                      |
| Ferrovias                                                              |                                                      |
| Transporte Rodoviário e Rodovias                                       |                                                      |
| Desenvolvimento Rural                                                  | Recursos Terrestres                                  |
| Desenvolvimento Rural                                                  | Desenvolvimento Rural                                |
| Ciência e Tecnologia                                                   | Biotecnologia                                        |
| Ciência e Tecnologia                                                   | Ciência e Tecnologia                                 |
| Ciência e Tecnologia                                                   | Pesquisa Científica e Industrial                     |
| Transporte                                                             |                                                      |
| Desenvolvimento de Habilidades e Empreendedorismo                      |                                                      |
| Justiça Social e Empoderamento                                         | Empoderamento de Pessoas com Deficiência             |
| Justiça Social e Empoderamento                                         | Justiça Social e Empoderamento                       |
| Estatística e Implementação de Programas                               |                                                      |
| Aço                                                                    |                                                      |
| Têxteis                                                                |                                                      |
| Turismo                                                                |                                                      |
| Assuntos Tribais                                                       |                                                      |
| Recursos Hídricos, Desenvolvimento de Rios e Rejuvenescimento de Ganga |                                                      |
| Mulheres e Desenvolvimento Infantil                                    |                                                      |
| Assuntos da Juventude e Esportes                                       | Esportes                                             |
| Assuntos da Juventude e Esportes                                       | Assuntos da Juventude                                |
| Total                                                                  |                                                      |
| Ministérios                                                            | Departamentos                                        |
| 58                                                                     | 93                                                   |

### Serviços civis
Os Serviços Civis da Índia são os serviços civis e a burocracia permanente da Índia. As decisões executivas são implementadas pelos funcionários indianos.
Na democracia parlamentar da Índia, a responsabilidade final pela administração do governo recai sobre os representantes eleitos do povo que são os ministros. Esses ministros são responsáveis perante as legislaturas que também são eleitas pelo povo com base no sufrágio universal de adultos . Os ministros são indiretamente responsáveis pelo próprio povo. Mas não se espera que um punhado de ministros lide pessoalmente com os vários problemas da administração moderna. Assim, os ministros estabelecem a política e cabe aos funcionários públicos executá-la.

#### Secretário de gabinete
O secretário do gabinete (IAST: Maṃtrimaṇḍala Saciva) é o funcionário mais alto executivo e o funcionário público mais alto do Governo da Índia. O secretário do gabinete é o chefe ex-officio do Conselho de Serviços Civis, o Secretariado do Gabinete, o Serviço Administrativo Indiano (IAS) e o chefe de todos os serviços públicos sob as regras de negócios do governo.
O secretário do gabinete é geralmente o oficial mais alto do Serviço Administrativo Indiano. O secretário do gabinete ocupa o 11º lugar na ordem de precedência indiana. O secretário do gabinete está sob a responsabilidade direta do primeiro ministro.

## Judiciário
O sistema judicial sindical independente da Índia começou sob os britânicos e seus conceitos e procedimentos se assemelham aos dos países anglo-saxões . O Supremo Tribunal da Índia é composto pelo chefe de justiça e 30 juízes associados, todos nomeados pelo presidente, a conselho do chefe de justiça da Índia. Os julgamentos do júri foram abolidos na Índia no início dos anos 1960, após o famoso caso KM Nanavati v. State of Maharashtra, por razões de vulnerabilidade à mídia e pressão pública, além de ser enganado.
Ao contrário de sua contraparte nos Estados Unidos, o sistema de justiça indiano consiste em um sistema unitário em nível estadual e sindical. O Judiciário é composto pelo Supremo Tribunal da Índia, tribunais superiores em nível estadual, e tribunais distritais e tribunais de sessões no nível distrital.

### Suprema corte
O tribunal supremo é o mais alto foro judicial e o último tribunal de apelação sob a Constituição da Índia, o mais alto tribunal constitucional, com o poder de revisão constitucional. Constituído pelo Chefe de Justiça da Índia e 30 outros juízes sancionados, ele possui amplos poderes na forma de jurisdições originais, de apelação e de assessoria.
Como última instância de apelação do país, ela recorre principalmente contra veredictos dos tribunais superiores de vários estados da União e outros tribunais e tribunais. Ele protege os direitos fundamentais dos cidadãos e soluciona disputas entre vários governos do país. Como tribunal consultivo, ouve assuntos que possam ser especificamente referidos a ele sob a constituição pelo presidente. Também pode tomar conhecimento das questões por si só (ou 'suo moto'), sem que ninguém chame a atenção para elas. A lei declarada pelo tribunal supremo torna-se vinculativa para todos os tribunais da Índia e também pelos governos sindical e estadual. De acordo com o Artigo 142, é dever do Presidente fazer cumprir os decretos do Supremo Tribunal.
Além disso, o Artigo 32 da Constituição concede uma extensa jurisdição original ao Supremo Tribunal no que diz respeito à aplicação dos direitos fundamentais. Tem o poder de emitir instruções, ordens ou mandados, incluindo mandatos da natureza de habeas corpus, mandamus, proibição, quo warranto e certiorari para aplicá-los. O tribunal supremo tem o poder de transferir diretamente qualquer caso civil ou criminal de um tribunal estadual para outro tribunal estadual ou de um tribunal subordinado a outro tribunal estadual e o tribunal supremo. Embora os procedimentos no tribunal supremo surjam de sentenças ou ordens proferidas pelos tribunais subordinados, ultimamente o tribunal supremo começou a tratar de assuntos nos quais o interesse do público em geral está envolvido. Isso pode ser feito por qualquer pessoa ou grupo de pessoas, quer mediante a apresentação de um mandado petição no balcão depósito do tribunal, ou dirigindo uma carta ao Chefe de Justiça da Índia, com destaque para a questão da importância pública para reparação. Estes são conhecidos como litígios de interesse público.

## Eleições e votação
A Índia possui uma forma de governo quase federal, chamada governo "sindical" ou "central" com funcionários eleitos nos níveis sindical, estadual e local. No nível nacional, o chefe de governo, o primeiro ministro, é nomeado pelo Presidente da Índia do partido ou coalizão que tem a maioria dos assentos no Lok Sabha. Os membros do Lok Sabha são eleitos diretamente para um mandato de cinco anos por sufrágio universal de adultos por meio de um sistema de votação do first-pass-the-post. Os membros do Rajya Sabha, que representam os estados, são eleitos pelos membros das assembleias legislativas estaduais por representação proporcional, exceto por 12 membros nomeados pelo presidente.
Atualmente, a Índia é a maior democracia do mundo, com cerca de 900 milhões de eleitores elegíveis, a partir de 2019.

## Governos estaduais e locais
Os governos estaduais na Índia são os governos que governam os Estados da Índia e o ministro chefe chefia o governo estadual. O poder é dividido entre o governo sindical e os governos estaduais. A legislatura do governo estadual é bicameral em 7 estados e unicameral no restante. A câmara baixa é eleita com mandato de 5 anos, enquanto na câmara alta 1/3 do total de membros da casa é eleita a cada 2 anos com mandato de 6 anos.

### Função do governo local no nível básico
É o terceiro nível de governo, exceto os governos sindicais e estaduais. Consiste em panchayats em áreas rurais e municípios em áreas urbanas. Eles são eleitos direta ou indiretamente pelo povo.

## Finança

### Tributação

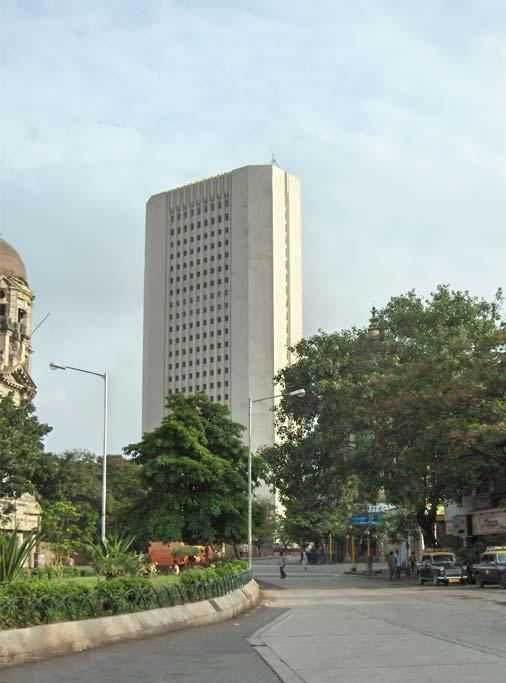
Sede do Reserve Bank of India em Mumbai, capital financeira da Índia

A Índia possui uma estrutura tributária de três níveis, em que a constituição autoriza o governo da união a cobrar imposto de renda, imposto sobre transações de capital (imposto patrimonial, imposto sucessório), imposto sobre vendas, imposto sobre serviços, impostos alfandegários e impostos especiais de consumo e os governos estaduais para cobrar vendas imposto sobre a venda intra-estadual de mercadorias, imposto sobre entretenimento e profissões, impostos especiais de consumo sobre a fabricação de álcool, selos sobre transferência de propriedade e cobrança de receitas de terrenos (cobrança de impostos sobre terrenos). Os governos locais têm o poder do governo estadual de cobrar impostos sobre a propriedade e cobrar dos usuários serviços públicos, como abastecimento de água, esgoto etc. Mais da metade das receitas dos governos sindical e estadual são provenientes de impostos, dos quais 3/4 são provenientes de impostos diretos. Mais de um quarto da receita tributária do governo da união é compartilhada com os governos estaduais.
As reformas tributárias, iniciadas em 1991, buscaram racionalizar a estrutura tributária e aumentar o cumprimento, adotando medidas nas seguintes direções:
- Reduzir as taxas de imposto de renda individual e corporativo, impostos especiais de consumo e alfândega e torná-lo mais progressivo
- Reduzir isenções e concessões
- Simplificação de leis e procedimentos
- Introdução do número de conta permanente (PAN) para rastrear transações monetárias
- 21 dos 29 estados introduziram o imposto sobre valor agregado (IVA) em 1 de abril de 2005 para substituir o complexo e múltiplo sistema de impostos sobre vendas[34][36]

As receitas não tributárias do governo central são provenientes de serviços fiscais, receitas de juros, dividendos do setor público, etc., enquanto as receitas não tributárias dos Estados são subvenções do governo central, receitas de juros, dividendos e receitas de despesas gerais, econômicas. e serviços sociais.
A participação interestadual no conjunto de impostos da união é decidida pelas recomendações da Comissão de Finanças ao presidente.
O total de receitas tributárias do Centro e do Estado corresponde a aproximadamente 18% do PIB nacional. Isso se compara a 37-45% na OCDE.

### Orçamento da União
O ministro das Finanças da Índia geralmente apresenta o orçamento anual do sindicato no parlamento no último dia útil de fevereiro. No entanto, para o EF 2017-18, essa tradição havia sido alterada. Agora o orçamento será apresentado no primeiro dia de fevereiro. O orçamento deve ser aprovado pelo Lok Sabha antes de entrar em vigor em 1º de abril, o início do ano fiscal da Índia. O orçamento da União é precedido por uma pesquisa econômica que descreve a direção geral do orçamento e o desempenho econômico do país para o exercício financeiro final.
As despesas com receitas de não desenvolvimento da Índia aumentaram quase cinco vezes em 2003-04 desde 1990-1991 e mais de dez vezes desde 1985-1986. Os pagamentos de juros são o maior item de despesa e representam mais de 40% do total das despesas não relacionadas ao desenvolvimento no orçamento 2003-2004. As despesas com defesa aumentaram quatro vezes durante o mesmo período e aumentaram devido ao desejo da Índia de projetar suas proezas militares além do sul da Ásia. Em 2007, os gastos de defesa da Índia foram de US$ 26,5 bilhões.

## Problemas

### Corrupção
Vários ministros são acusados de corrupção e quase um quarto dos 543 membros eleitos do parlamento foi acusado de crimes, incluindo assassinatos, em 2009. Muitos dos maiores escândalos desde 2010 envolveram altos funcionários do governo, incluindo ministros e ministros, como o golpe dos Jogos da Commonwealth de 2010 (₹70.000 crore (equivalente a ₹1.2 trilhões ou US$17 bilhões em 2018)), o Golpe da Adarsh Housing Society, o golpe da mineração de carvão (₹1.86 laques de crore (equivalente a ₹3.1 trilhões ou US$45 bilhões em 2018)), o escândalo de mineração em Karnataka e o dinheiro para o escândalo de votos.